# アル・ホセイマ地震 (2004年)
アル・ホセイマ地震（アル・ホセイマじしん）とは、2004年2月24日（現地時間）にモロッコのタンジェ＝テトゥアン＝アル・ホセイマ地方アル・ホセイマ州で発生した地震である。同国において1960年のアガディール地震以来で最も死者数が多い地震となった。

## 概要
アル・ホセイマ地震は2004年2月27日2時27分46秒（現地時間）に、モロッコ北東部のタンジェ＝テトゥアン＝アル・ホセイマ地方アル・ホセイマ州アル・ホセイマから南南西へ約十数 km離れた地点であるAït-Kamara付近を震源とする、マグニチュード6.4の地震である。震央付近では改正メルカリ震度階級IXを観測。地震後は余震も立て続けに発生し、発生当日の午前中だけでも100回以上の地震が観測された。

## 地震のメカニズム
アメリカ地質調査所の解析（発震機構解）によれば、今回の地震は北北西 - 南南東方向に圧力軸を持つ横ずれ断層型の地震と推定される。震源付近ではユーラシアプレートとアフリカプレートがお互いに衝突して生じた歪が溜まる場所であり、モロッコ国内で地震活動が活発な地域の一つである。

今回の震源付近では、1994年5月26日にもアル・ホセイマ州沖を震源とするM6.0の地震が発生している。

## 影響・被害
アル・ホセイマ州を中心に死者628人、負傷者926人の甚大な被害となった。2,539棟の家屋が崩壊し、1万5000人以上が家を失った。震源付近の山岳部の農村を中心に被害が出たものの、被害地に繋がる道路が地震により崩壊し車が通行できなったことにより救助活動や支援活動に支障が生じた。また、地震後に雨が降ったため救助活動がさらに困難となった。被害地の医療施設が負傷者の増加によりひっ迫し、手術が必要な患者のみ受け付け軽症者は海軍基地やその他の施設で治療し、重症者は首都ラバトの病気に搬送されるなどの対応に迫られた。

また、政府の対応に不満をもった被災者が襲撃や暴動を起こし、アル・ホセイマでは1500人が警官に石を投げるなどの暴動が発生した。

## 反応

### 国内
モロッコ政府は今回の地震を受け、168,870枚の毛布、1,561トンの食料、106トンの医療品、48トンの衣類などの支援物資を被害地に送った。また、モロッコ国王のムハンマド6世は地震発生の3日後に現地入りし、地震によって親を失った孤児対して経済的支援を提供。